# Le Nidouille
Le Nidouille est une série télévisée d'animation française en 52 épisodes d'environ six minutes destinée aux jeunes enfants dont l'auteure est Béatrice Marthouret, et diffusée à partir du 17 mars 2003 sur Télétoon, puis rediffusée sur France 5 dans l'émission Midi les Zouzous en 2004, et sur Disney Channel et Playhouse Disney en 2005, et sur Piwi en 2006. En Ontario au Canada, la série a été diffusée sur le programme pour enfants de TFO, Mini TFO.

## Synopsis
Le Nidouille est un arbre plein de vie qui abrite dans ses branches tout une bande de copains : Jacky, Nini, Stella, Victor, Margot, Marius et Louis. Chacun possède une maisonnette qui reflète sa personnalité.

## Production
Le Nidouille a été produit par Storimages et France Animation en 2002. La réalisation est de Eric Cazes.

## Personnages
Jacky est un sportif. Il n'a pas peur de dire le fond de sa pensée et peu importe si c'est gentil ou méchant. Il est amoureux de Stella. Jacky veut prouver qu'il est fort et qu'il peut impressionner tout le monde mais en fait, il garde une partie de sa naissance[Quoi ?]. Il a un porte-bonheur : c'est un chiffon rose à pois jaunes. Sa maisonnette est marron avec des pics sur le toit. À l'intérieur, les murs sont jaunes avec un lit et une glissade.
Nini est une souris farceuse et acrobate professionnelle. Elle peut se montrer prétentieuse et sans scrupules. Elle est très agitée et a de la difficulté à rester tranquille. Il peut arriver qu'elle soit très blessante. Elle veut qu'on fasse tout ce qu'elle veut. Elle n'est pas capable de rire d'elle et ne supporte pas d'être vaincue. Sa maisonnette est mauve avec un toit triangulaire orange. À l'intérieur, les murs sont mauves et orange avec une ficelle de cirque, une balançoire et des poutres pour soutenir la ficelle. Plutôt d'avoir un frigo, elle est munie d'un mini-bar.
Stella est une souris très féminine et passe beaucoup de temps pour son apparence. Elle est très douce et gentille. Sa maisonnette est toujours bien rangée et impeccable. Elle joue encore aux poupées et se voit comme une princesse. Souvent, elle ne supporte pas les garçons parce qu'ils abîment ou brisent ses objets et jouets. Sa maisonnette est rose avec des guirlandes blanches sur les bords du toit et l'intérieur est rose rayé avec son lit aux rideaux jaunes, une garde-robe et un miroir.
Victor est un oiseau que beaucoup rejettent (Jacky, Nini, etc.). Pourtant, Victor est intelligent et très bon quand il s'agit d'un jeu de combat. Lorsqu'on se moque de lui, il est défendu par Margot qui tient beaucoup à lui. Il est gentil et serviable et tient aux gens qui l'entourent. Sa maisonnette ressemble à un avion bleu avec un cercle rouge à l'avant. L'intérieur est bleu, avec son lit et il a de fausses commandes d'avion.
Margot est une grenouille plutôt calme et, tout comme son amie Stella, elle est très douce et gentille. Elle aime rendre service à ses amis et leur faire du bien. Pour le draguer, elle lui dit des compliments. Margot est une amie remarquable mais elle est incapable de dire non. Sa maisonnette est verte avec un parasol sur le toit. À l'intérieur, les murs sont verts avec un long escalier, un bain au centre et une cuisine.
Marius est un crocodile. Toujours en train de dormir dans son hamac, il n'est pas très actif et aime mieux faire la sieste plutôt que de jouer. Mais il est bon pour organiser des fêtes. Sa petite maisonnette est orange et l'intérieur aussi avec un frigo.
Louis est un hibou passionné de musique. Il a sa propre station de radio qui est chez lui. Elle s'appelle Radio-Nidouille. Louis est plutôt gentil et intellectuel. Il est proche de Victor qui est l'un de ses meilleurs amis. Sa maisonnette est bleue avec un toit mauve. À l'intérieur, les murs sont bleu foncé avec un piano et des radios.

## Morale
La morale du Nidouille est de faire comprendre à l'enfant des situations quotidienne de la vie. Elle apprend aussi que la vengeance ne sert à rien et que de faire confiance à ses ami(e)s est bien.

## Voix
- Caroline Combes  : Nini
- Brigitte Lecordier : Victor, Marius,
- Sophie Arthuys : Jacky, Margot,
- Stéphanie Lafforgue : Stella, Louis,

## DVD
La série éditeur Universal Pictures Vidéo France.
- Radio-Nidouille, Volume 1
- Le trésor du bateau pirate, Volume 2